# Lubuk Batang Lama
Lubuk Batang Lama is een bestuurslaag in het regentschap Ogan Komering Ulu van de provincie Zuid-Sumatra, Indonesië. Lubuk Batang Lama telt 2146 inwoners (volkstelling 2010).